# Gloria Votsis
Gloria Votsis est une actrice américaine, née le 9 février 1979 à Pittsford (New York).

## Biographie
Gloria Votsis a des origines grecques.
À l'âge de 17 ans, elle est allée étudier lors de sa dernière année de lycée en France puis a fréquenté l'Université de New York après avoir été diplômée.

### Carrière
Elle s'est fait connaître avec son rôle de Nia dans le film Charlie Banks (The Education of Charlie Banks) aux côtés de Jesse Eisenberg.
En 2010, elle obtient deux rôles récurrents dans la série The Gates et FBI : Duo très spécial,.
En 2011, elle obtient un rôle le temps d'un épisode dans la série Suburgatory.
En 2012, elle obtient un rôle le temps d'un épisode dans la série Person of Interest.
En 2013, elle obtient un rôle le temps d'un épisode dans la série Revenge.

### Vie privée
En plus de la langue anglaise, Gloria Votsis sait aussi parler français et grec.

## Filmographie

### Cinéma
- 2007 : Charlie Banks de Fred Durst : Nia
- 2008 : Killer Movie de Jeff Fisher : Keir
- 2008 : Train de Gideon Raff : Claire
- 2008 : The Class: From Actor to Icon de Paula Panzarella : Jeanine Langford

### Télévision

#### Téléfilms
- 2004 : Tempting Adam de Kris Isacsson : Karen
- 2005 : 20 Things to Do Before You're 30 : Natalie

#### Séries télévisées
- 2003 : Sex and the City : Prada Clerk (saison 6, épisode 5)
- 2004 : Haine et Passion : rôle inconnu (saison 1, épisode 14 476)
- 2005 : NCIS : Enquêtes spéciales : Dana (saison 3, épisode 2)
- 2005 : Inconceivable (en) : Sophia Contini (saison 1, épisodes 6 et 7)
- 2005 : Love, Inc. (en) : Megan (saison 1, épisode 6)
- 2006 : Jake in Progress (en) : Megan (saison 2, épisode 4)
- 2007 : Six Degrees : Karen Clarke (saison 1, épisode 9)
- 2008 : Dirt : Jen (saison 2, épisode 6)
- 2009 : Love Therapy : Holly (saison 1, épisode 1)
- 2009 : The Philanthropist : Luellen (saison 1, épisode 1)
- 2009 : Les Experts : Manhattan : Risa Calaveras (saison 6, épisode 1)
- 2010 : The Gates : Vanessa Buckley (5 épisodes)
- 2010 : Blue Bloods : Sabrina (saison 1, épisode 10)
- 2010-2012 : FBI : Duo très spécial : Alex Hunter (9 épisodes)
- 2011 : Les Experts : Miami : le sergent Jennifer Swanson (saison 9, épisode 13)
- 2011 : Suburgatory : Zoe (saison 1, épisodes 8 et 9)
- 2012 : Hawaii 5-0 : Holly Malone (saison 2, épisode 15)
- 2012 : Person of Interest : Maxine Angelis (saison 2, épisode 5)
- 2013 : Revenge : Morgan Holt (saison 3, épisode 6)
- 2014 : Grimm : Kelly Burkhardt jeune (saison 3, épisode 17)
- 2014 : The Millers : Sonya (saison 1, épisode 19)